# Bisetocreagris chuanensis
Espèce
Bisetocreagris chuanensis est une espèce de pseudoscorpions de la famille des Neobisiidae.

## Distribution
Cette espèce est endémique du Guizhou en Chine. Elle se rencontre dans la grotte Chuan dans le xian de Jinsha.

## Description
Le mâle holotype mesure 4,43 mm et les femelles de 3,45 à 3,50 mm.

## Étymologie
Son nom d'espèce, composé de chuan et du suffixe latin -ensis, « qui vit dans, qui habite », lui a été donné en référence au lieu de sa découverte, la grotte Chuan.

## Publication originale
- Mahnert & Li, 2016 : Cave-inhabiting Neobisiidae (Arachnida: Pseudoscorpiones) from China, with description of four new species of Bisetocreagris Curcic. Revue Suisse de Zoologie, vol. 123, no 2, p. 259-268.